# Д’Отпуль, Альфонс Анри
Альфонс Анри д’Отпуль (фр. Alphonse Henri d'Hautpoul; 4 января 1789, Версаль — 27 июля 1865, Париж) — французский военачальник, политик, и государственный деятель, который, с 31 октября 1849 года по 10 апреля 1851 года будучи премьер-министром, возглавлял кабинет министров Второй республики.

## Биография
Альфонс Анри д’Отпуль родился 4 января 1789 года в Версале. Окончил особую высшую воинскую школу Сен-Сир. Получив офицерское звание участвовал в различных военных компаниях в Германии, Пруссии, Польше, Испании и Португалии.
22 июля 1812 года в битве близ испанского города Саламанка, после того, как получил ранение пистолетной пулей в бедро и штыком в руку был взят в плен. Освобождён из плена в мае 1814 года и по возвращении в строй был повышен до командира батальона. После возвращения Наполеона с Эльбы д’Отпуль служил адъютантом Людовика, герцога Ангулемского. В октябре 1815 года получил звание полковника, а в 1823 году он повышен до бригадного генерала и назначен командиром 3-го пехотного полка королевской гвардии, с которым принял участие в испанской кампании 1823 года.
В 1830 году началась политическая карьера д’Отпуля, он был избран депутатом французского парламента.
26 апреля 1841 года ему было присвоено воинское звание генерал-лейтенанта. В этом чине он служил в Алжире в 1841 — 1842 годах.
В 1848 году за заслуги перед отечеством Альфонс Анри д’Отпуль получил титул пэра Франции. 10 октября будущего года, в связи с достижением пенсионного возраста был освобождён от воинской службы.
31 октября 1849 года д’Отпуль сформировал и возглавил кабинет министров в котором взял себе портфель министра обороны. Он подал в отставку после столкновений между сторонниками оппозиции и Бонапарта и вернулся в Алжир в качестве генерал-губернатора.
В 1851 году он также был назначен членом Комитета по законодательству Сената и всеобщего референдума.
Альфонс Анри д’Отпуль умер 27 июля 1865 года в городе Париже.